# アンダー・マイ・サム
「アンダー・マイ・サム」（Under My Thumb）は、1966年に発表されたローリング・ストーンズの楽曲。作詞・作曲は、ミック・ジャガーとキース・リチャーズ。

## 概要
1966年発表のスタジオ・アルバム『アフターマス』の収録曲として発表された。イギリスやアメリカでは一度もシングル化していないが、日本で独自にシングル・カットされている。
この曲の大きな特徴であるマリンバはブライアン・ジョーンズによるものである。「どんな女も俺の言いなり」という内容の歌詞が批判された事もあるが、ジャガーはこれについて「あれはちょっとしたジョークで、実在する女性を指してるんじゃなく、カリカチュアなんだ」と弁解している。
コンサートでは度々取り上げられ、また複数のコンピレーション・アルバムにも収録されている。

### 参加ミュージシャン
- ミック・ジャガー - ボーカル
- キース・リチャーズ - エレキギター、アコースティックギター
- ブライアン・ジョーンズ - マリンバ
- ビル・ワイマン - ベース、ファズベース
- チャーリー・ワッツ - ドラムス
- イアン・スチュワート - ピアノ

## コンサート・パフォーマンス
発表当時の1966年よりコンサートのレパートリーに入れられて、以降コンスタントに披露され続けている。1969年12月6日のアメリカ・ツアー最終日、「オルタモントの悲劇」で名高いオルタモント・フリーコンサートでは、この曲の演奏中に観客の一人がイベントの警備を務めていたヘルズ・エンジェルスのメンバーに殺害される事件が起きた。映画『ギミー・シェルター (1970年の映画)』には、その一部始終が克明に記録されている。
公式ライブ・アルバムでは、『ガット・ライヴ・イフ・ユー・ウォント・イット!』（1966年）、『スティル・ライフ』（1982年）、『ゲット・ヤー・ヤ・ヤズ・アウト（40周年記念エディション）』（2009年）に収録されている。

## カバー・バージョン
- ザ・フー - 1967年6月30日にイギリスで発表されたシングル「ラスト・タイム」のB面に収録。ジャガー、リチャーズ、ジョーンズの3人が薬物所持で逮捕された際、彼等を救援するためにカバー[4][注釈 2]。A面もストーンズの作品である。
- デル・シャノン - 1966年のアルバム『Total Commitment』に収録。
- ウェイン・ギブソン - 1966年のシングル。
- ブラインド・フェイス - 1969年6月7日にハイド・パークで行ったコンサートでカバーした。コンサートの模様は2005年に『London Hyde Park 1969』というタイトルでDVD化された。
- ティナ・ターナー - 1975年のアルバム『Acid Queen』に収録。
- ブームタウン・ラッツ
- ザ・タイガース - 1982年のライブ・アルバム『A‐LIVE』に収録。
- ルースターズ

## 収録アルバム
- 『アフターマス』（1966年）
- 『ギミー・シェルター』（1971年）
- 『ホット・ロックス』（1972年）
- 『マイルストーンズ』（1972年）
- 『ロールド・ゴールド』（1975年）
- 『スティル・ライフ』（1982年）
- 『フォーティ・リックス』（2002年）
- 『GRRR!』（2012年）